# Cinquième circonscription de Seine-et-Oise
La cinquième circonscription de Seine-et-Oise est l'une des dix-huit circonscriptions législatives que compte le département français de Seine-et-Oise, situé en région Île-de-France.

## Description géographique
Le Journal officiel du 13-14 octobre 1958 déterminait la composition de la circonscription :
- Canton de Marly-le-Roi (sauf commune de Rueil-Malmaison)
- Canton de Versailles-Nord
- Canton de Versailles-Ouest (communes rurales sauf Le Chesnay)[1]

## Description historique et politique

### Historique des députations
| Législature | Début de mandat | Fin de mandat  | Député             | Parti politique | Observations                                                                                                 |
| ----------- | --------------- | -------------- | ------------------ | --------------- | --- |
| Ire         | 9 décembre 1958 | 9 octobre 1962 | André Mignot       | CNIP            | Maire de Versailles Mandat écourté à la suite d'une dissolution parlementaire décidée par Charles de Gaulle. |
| IIe         | 6 décembre 1962 | 2 avril 1967   | Pierre Clostermann | UNR-UDT         | |

## Historique des élections

### Élections de 1958
| Candidat       | Candidat                   | Parti                     | Premier tour | Premier tour | Second tour | Second tour |  |
| Candidat       | Candidat                   | Parti                     | Voix         | %            | Voix        | %           |  |
| -------------- | -------------------------- | ------------------------- | ------------ | ------------ | ----------- | ----------- |  |
|                | André Mignot élu           | CNIP                      | 20 198       | 36,99        | 30 400      | 58,58       |  |
|                | Jean Cuguen                | PCF                       | 12 367       | 22,65        | 13 596      | 26,20       |  |
|                | Urbain Péguet              | SFIO                      | 5 819        | 10,66        | 7 896       | 15,22       |  |
|                | Christian Roland-Gosselin  | Modérés                   | 5 464        | 10,01        | Retrait     | Retrait     |  |
|                | Émile Magnon               | CRR                       | 4 007        | 7,34         | Retrait     | Retrait     |  |
|                | Bertrand Schneider         | UFD                       | 2 460        | 4,50         |             |             |  |
|                | Charles Moÿse              | Divers droite (Gaulliste) | 2 295        | 4,20         |             |             |  |
|                | Paul Cattin dit Valsardieu | Divers                    | 1 999        | 3,66         |             |             |  |
|                |                            |                           |              |              |             |             |  |
| Inscrits       | Inscrits                   | Inscrits                  | 68 886       | 100,00       | 68 887      | 100,00      |  |
| Abstentions    | Abstentions                | Abstentions               | 13 101       | 19,02        | 15 638      | 22,7        |  |
| Votants        | Votants                    | Votants                   | 55 785       | 80,98        | 53 249      | 77,3        |  |
| Blancs et nuls | Blancs et nuls             | Blancs et nuls            | 1 176        | 2,11         | 1 357       | 2,55        |  |
| Exprimés       | Exprimés                   | Exprimés                  | 54 609       | 97,89        | 51 892      | 97,45       |  |

Le suppléant d'André Mignot était André Guibert, architecte, maire de La Celle-Saint-Cloud.

### Élections de 1962
| Candidat       | Candidat               | Parti          | Premier tour | Premier tour | Second tour | Second tour |  |
| Candidat       | Candidat               | Parti          | Voix         | %            | Voix        | %           |  |
| -------------- | ---------------------- | -------------- | ------------ | ------------ | ----------- | ----------- |  |
|                | Pierre Clostermann élu | UNR-UDT        | 23 276       | 39,61        | 28 025      | 45,68       |  |
|                | Jean Cuguen            | PCF            | 15 480       | 26,34        | 19 868      | 32,39       |  |
|                | André Mignot sortant   | CNIP           | 14 726       | 25,06        | 13 455      | 21,93       |  |
|                | Pierre Bérégovoy       | PSU            | 5 277        | 8,98         | Retrait     | Retrait     |  |
|                |                        |                |              |              |             |             |  |
| Inscrits       | Inscrits               | Inscrits       | 80 727       | 100,00       | 80 713      | 100,00      |  |
| Abstentions    | Abstentions            | Abstentions    | 20 784       | 25,75        | 18 049      | 22,36       |  |
| Votants        | Votants                | Votants        | 59 943       | 74,25        | 62 664      | 77,64       |  |
| Blancs et nuls | Blancs et nuls         | Blancs et nuls | 1 184        | 1,98         | 1 316       | 2,1         |  |
| Exprimés       | Exprimés               | Exprimés       | 58 759       | 98,02        | 61 348      | 97,9        |  |

Le suppléant de Pierre Clostermann était François Joron, docteur en médecine, maire adjoint de La Celle-Saint-Cloud.